# Seatonville
Seatonville es una villa ubicada en el condado de Bureau en el estado estadounidense de Illinois. En el Censo de 2010 tenía una población de 314 habitantes y una densidad poblacional de 241,51 personas por km².

## Geografía
Seatonville se encuentra ubicada en las coordenadas 41°22′2″N 89°16′29″O / 41.36722, -89.27472. Según la Oficina del Censo de los Estados Unidos, Seatonville tiene una superficie total de 1.3 km², de la cual 1.26 km² corresponden a tierra firme y (2.99%) 0.04 km² es agua.

## Demografía
Según el censo de 2010, había 314 personas residiendo en Seatonville. La densidad de población era de 241,51 hab./km². De los 314 habitantes, Seatonville estaba compuesto por el 97.45% blancos, el 0.64% eran afroamericanos, el 0.32% eran amerindios, el 0.64% eran asiáticos, el 0% eran isleños del Pacífico, el 0.96% eran de otras razas y el 0% pertenecían a dos o más razas. Del total de la población el 5.1% eran hispanos o latinos de cualquier raza.